# عصيف
عُصَّيْف (نبات الفهد) أو لُسَيْنِيَّة (الاسم العلمي: Ligularia)، جنس نباتات عشبية معمرة من فصيلة النجمية. مواطنها الأصيلة المناطق الرطبة في وسط وشرق آسيا، مع وجود أنواع قليلة في أوروبا. تضم حوالي 120 إلى 140 نوعًا، وأكثر من نصفها متوطن في الصين.